# Авіаційно-космічна техніка і технологія
«Авіаційно-космічна техніка і технологія» — український науково-технічний фаховий журнал в галузі технічних наук. Виходить з 2003 р. Періодичність: 6 разів на рік
Засновник і видавець: Національний аерокосмічний університет ім. М. Є. Жуковського «Харківський авіаційний інститут»
Проблематика: наукові досягнення в галузі проблем розвитку теорії, практики конструювання та технології авіаційно-космічної техніки, систем управління, радіоелектронних і комп'ютерних систем, інформаційних технологій в управлінні підприємствами, програмами та проектами
ISSN: 1727-7337
Мова видання: українська, російська, англійська.